# Laubertia contorta
Laubertia contorta là một loài thực vật có hoa trong họ La bố ma. Loài này được (M.Martens & Galeotti) Woodson mô tả khoa học đầu tiên năm 1938.